# يوبي سوفت أبو ظبي
يوبي سوفت أبو ظبي، هي شركة تطوير ألعاب الفيديو تابعة ليوبي سوفت تقع في أبو ظبي، الإمارات العربية المتحدة، بهدف تعزيز صناعة ألعاب الفيديو في الدولة. تأسست الشركة في 2011. تركز الشركة على العمل على عناوين الهواتف المحمولة، مثل سي إس آي: هايدن كرايمز، والحفاظ على غروتوبيا، وهي لعبة حصلت عليها يوبي سوفت في عام 2017. يعمل في الاستوديو أكثر من 60 موظفًا.

## الألعاب
| تاريخ الإصدار | العنوان                   | المنصة (المنصات)                   |
| ------------- | ------------------------- | ---------------------------------- |
| 2014          | سي إس آي: هايدن كرايمز    | آي أو إس، أندرويد                  |
| 2016          | إن سي إس آي: هايدن كرايمز | آي أو إس، أندرويد                  |
| 2017          | غروتوبيا                  | آي أو إس، أندرويد، ويندوز، ماكنتوش |

## وصلات خارجية
- الموقع الرسمي